# Конституционный референдум 1974 года в Мали
 Конституционный референдум 1974 года в Мали — референдум, состоявшийся в Мали 2 июня 1974 года. На референдуме, проведённом военными властями, была принята разработанная правящим Военным комитетом национального освобождения Конституции 1974 года, вступившая в силу через 5 лет.

## История
В ноябре 1968 года в Мали в результате военного переворота был свергнут социалистический режим президента Модибо Кейты и действие Конституции 1960 года было приостановлено. В течение последующих лет страна управлялась ордонансами Военного комитета национального освобождения, который разработал проект новой Конституции опубликовал его 25 апреля 1974 года и вынес её на референдум. Конституция предполагала введение в стране президентской республики и однопартийной системы, при которой полномочия парламенты были сильно ограничены и он не мог влиять на решения президента и правительства. В ходе референдума лидер режима Муссы Траоре. становился избранный президентом на 5 лет, на такой же срок продлевались полномочия ВКНО. Возникшая в этот период в подполье Партия перегруппировки малийских патриотов распространяла листовки с призывом сказать «нет» конституции военных, но оппозиционеры были быстро выявлены, осуждены на сроки от двух до четырёх лет и отправлены на каторгуфр. Regroupement des patriotes maliens). Листовки почти не повлияли на обеспеченные властями явку избирателей и итоги голосования.

## Результаты
| \| \| \| | 99,66 % |
|          |         |

|  |  |

| \| \| \| | 0,34 % |
|          |        |

|  |  |

| \| \| \| | 0,1 % |
|          |       |

|  |  |

## Значение
Конституция 1974 года была принята с результатом 99,66 % после чего начался пятилетний переходный период, во время которого оставшийся у власти Военный комитет национального освобождения занимался строительством правящей партии Демократический союз малийского народа и созданием условий для проведения выборов. Выборы состоялись в июне 1979 года, после чего Конституция 1974 года вступила в силу и были сформированы конституционные органы власти.